# Jean-Paul Renard
Pour les articles homonymes, voir Renard (homonymie).
Jean-Paul Renard, né en 1950 à Grasse, est un magistrat français.
Successivement substitut à Annecy en 1979, substitut à Nice en 1982, juge d'instruction à Grasse en 1986, vice-président doyen de l'instruction à Nice en 1992 puis président du tribunal d'instance d'Antibes, il est impliqué en tant que magistrat franc-maçon dans l'affaire du tribunal de Nice.

## Biographie
Jean-Paul Renard assure notamment  l'instruction de l'enquête sur la mort de Coluche en 1986, celle de l'affaire Barsotti (pédophilie et esclavagisme sexuel) en 1989, et celle de l'affaire Omar Raddad en 1991.
En 1991 Jean-Paul Renard est initié franc-maçon au sein de la Grande Loge nationale française (GLNF),.
Le 1er juillet 1993, il lance un mandat d'arrêt international contre Jacques Médecin, alors que ce dernier se trouve en Uruguay, pour corruption passive et abus de biens sociaux dans l'affaire de la SEREL,,. C'est à la suite de ce mandat d'arrêt que le procureur de la République de Nice Paul-Louis Auméras formulera une demande d'arrestation auprès des autorités uruguayennes, première étape d'une procédure qui aboutira en 1994 à l'extradition de l'ancien maire de Nice vers la France,.
Il est impliqué dans l'affaire du tribunal de Nice, révélée par Éric de Montgolfier, procureur près du TGI de Nice depuis 1999. Il est un proche de Michel Mouillot, ancien maire de Cannes, qui sera condamné le 4 février 2005 à six ans de prison ferme pour « corruption, prise illégale d'intérêt, abus de biens sociaux, faux et usage de faux et emplois fictifs ». 
Le Conseil supérieur de la magistrature (CSM) a prononcé à l'encontre de Jean-Paul Renard, le 29 octobre 2004, la sanction de la mise à la retraite d’office prévue par l’article 45-6 de l’ordonnance du 22 décembre 1958. Le CSM dans sa décision relève à l'encontre de M. Renard des « violations graves et répétées aux obligations de prudence, de diligence, de neutralité, de loyauté et de rigueur professionnelle révélées à l’examen des sept griefs retenus, toutes contraires à l’honneur et à la considération et ayant porté atteinte à l’autorité de la justice ». Selon le CSM l'ancien juge « a perdu les repères éthiques indispensables à l’exercice des fonctions de magistrat en même temps que tout crédit juridictionnel à l’égard des auxiliaires de justice et des justiciables ». M. Renard a formé un recours devant le Conseil d'État qui a confirmé dans un arrêt du 15 mars 2006 la sanction prononcée par le CSM.
Jean-Paul Renard est de plus poursuivi pour « faux, usage de faux et violation du secret professionnel » pour avoir transmis des informations confidentielles à la Grande loge nationale française (GLNF), l'obédience maçonnique à laquelle il appartenait. La 17e chambre du Tribunal correctionnel de Paris l'a condamné à 5 000 euros d'amende pour violation du secret professionnel le 13 janvier 2006.

## Pour approfondir